# ŁKS Łódź (boks)
ŁKS Łódź – polski klub bokserski, powstały w 1929, dwukrotny drużynowy mistrz Polski z 1947 i 1948. Obecne Stowarzyszenie Kultury Fizycznej ŁKS Łódź Boks – zostało założone w 2010 – jest kontynuatorem tradycji poprzednika. 

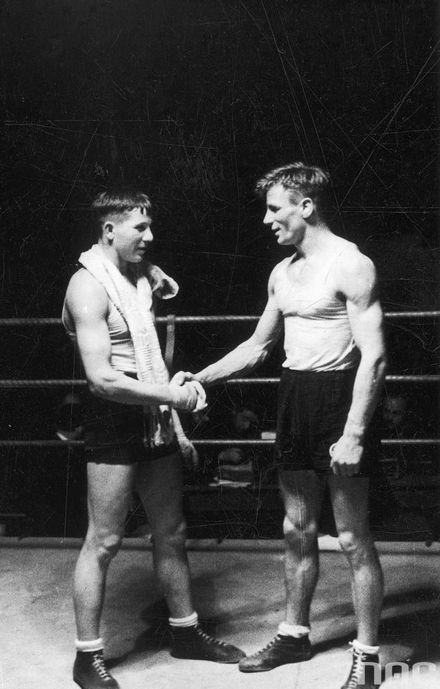
Adam Seweryniak (po lewej) pierwszy bokser ze złotym medalem MP dla ŁKS

## Informacje ogólne
- Pełna nazwa: Stowarzyszenie Kultury Fizycznej ŁKS Łódź Boks
- Rok założenia: 1929
- Rok założenia obecnego stowarzyszenia: 2010
- Adres: ul. Brukowa 6, 93-341 Łódź[2]
- Hala: ul. Krzemieniecka 2

## Kalendarium
- 1929 – powstaje sekcja z inicjatywy Zygmunta Merlego i Tadeusza Kwiatkowskiego. Pierwszym kierownikiem sekcji zostaje Zygmunt Krachulec[3]
- 1932 – Adam Seweryniak zdobywa pierwsze w historii ŁKS mistrzostwo Polski w boksie.
- 1936 – zawieszenie działalności sekcji.
- 1939 – mistrzostwa Europy w Dublinie, Zbigniew Kowalski waga lekka, brąz, Józef Pisarski, waga średnia, srebro.
- 1945 – reaktywacja sekcji, Józef Pisarski pierwszym reprezentantem Polski po wojnie.
- 1946 – Tadeusz Stasiak, Jerzy Olejnik, Władysław Niewadził zdobywają indywidualne mistrzostwo Polski[4].
- 1947 – drużynowe mistrzostwo Polski, Jerzy Olejnik broni indywidualne mistrzostwo Polski.
- 1948 – drużynowe mistrzostwo Polski.
- 1949 – Jerzy Debisz, Akademickie Mistrzostwa Świata w Budapeszcie, waga lekka, srebro.
- 1955 – Bohdan Guziński przegrywa z Leszkiem Drogoszem w półfinale mistrzostw kraju w walce okrzykniętej walką stulecia w Polsce.
- 1961 – mistrzostwa Europy w Belgradzie, Zdzisław Józefowicz, waga półciężka, brąz.
- 1967 – Jan Prochoń zdobywa indywidualne mistrzostwo Polski.
- 1976 – trener Zygmunt Cegielski przechodzi na emeryturę i sekcja zostaje rozwiązana.
- 2010 – reaktywacja sekcji.

## Sukcesy
- Złoty medal drużynowych mistrzostw Polski: 1947, 1948
- Medale na indywidualnych mistrzostwach Polski: 6 złotych , 8 srebrnych , 5 brązowych .

## Zawodnicy
Sekcja obecnie skupia drużyny młodzieżowe. W przeszłości reprezentowało ją wielu znakomitych zawodników, którzy przywdziewali barwy narodowe.